# Coccyzus vieilloti
El cuco lagartero portorriqueño (Coccyzus vieilloti) es una especie de ave cuculiforme de la familia Cuculidae endémica de la isla de Puerto Rico.

## Taxonomía y etimología
Fue descrito científicamente por el zoólogo francés Charles Lucien Bonaparte en 1850. Su nombre científico hace honor al ornitólogo francés Louis Jean Pierre Vieillot. Inicialmente se emplazaba en el género Saurothera (del griego «comedor de lagartos») al que pertenecían las cuatro especies de cucos lagarteros de las islas del Caribe, pero posteriormente todas ellas se trasladaron al género Coccyzus (AOU 2006). No se reconocen subespecies.

## Descripción
Mide de 40 a 48 cm de largo y pesa una media de 80 gramos. El plumaje de sus partes superiores es pardo grisáceo, su cabeza es gris y su garganta y cuello blanquecinos, mientras que su vientre es canela amarillento. Se caracteriza por su larga cola cuyas rémiges laterales tienen las puntas blancas, lo que le proporcionan un aspecto de listado en la parte inferior de la cola. Su pico es largo y estrecho, con la punta ligeramente curvada hacia abajo, que muestra la parte superior oscura y la inferior amarillenta. Presentan anillos perioculares rojos.

## Distribución y hábitat
El cuco lagartero portorriqueño se encuentra en los bosques de puerto Rico (es común en bosques estatales de Guánica, Guajataca y Vega y en el bosque nacional El Yunque) y las plantaciones de café de toda la isla. 

## Comportamiento
Se puede observar a esta especie en el sotobosque en busca de lagartijas, que son el principal componente de su dieta (aproximadamente el 75%). Además consume grandes insectos, orugas y arañas. Se desplazan despacio por el bosque en busca de presas. Estos cucos no vuelan haciendo círculos ni se lanzan en picado sino que normalmente se vuelan en línea recta.
No practican el parasitismo de puesta como otros cucos. Construyen un nido de ramitas en lo alto de un árbol en el que suelen poner una media de 3 huevos.